# Родина (партия в Турция)
Родина (на турски: Memleket Partisi) е политическа партия в Турция, основана като движение на 4 септември 2020 г., от 17 май 2021 г. е партия. Идеологически е насочена към популизъм, кемализъм, ляв национализъм и секуларизъм. Неин председател е Мухарем Индже.

## История
Първоначално възниква като движение Родина, основано от Мухарем Индже в град Сивас на 4 септември 2020 г., отбелязвайки годишнината от конгреса в Сивас, с мотото „Движение Родина в рамките на хиляда дни“.
През февруари 2021 г. бившият кандидат за президент от основната турска опозиционна Републиканска народна партия (РНП) Мухарем Индже обявява, че подава оставката си от партията, за да създаде свой политически проект. От 17 май 2021 г. движение Родина се преобразува в политическа партия. На пресконференция Мухарем Индже обявява, че неговата партия набляга на три принципа: честност, отчетност и дигитализация. И заявява:
| „ | Ще бъдем проататюркска, прорепубликанска партия и не искаме никой, който няма уважение към Ататюрк или дискриминира или няма уважение към околната среда, да се присъедини към нашата партия. | “ |